# Consultoría
La consultoría es un servicio profesional especializado en áreas, prestado por empresas o por profesionales  (conocidas como consultoras o consultores, respectivamente) con experiencia o conocimientos específicos en un área, asesorando a personas, a otras empresas, a grupos de empresas, a países o a organizaciones en general.
Puede centrarse en consultoría integral o en un área específica, como por ejemplo en Administración, Recursos Humanos, Operaciones, Mercadotecnia,  Ventas y Finanzas.

## Definición de consultoría de empresas
"La consultoría de empresas puede enfocarse como un servicio profesional o como un método de prestar asesoramiento y ayuda prácticos. Es indudable que se ha transformado en un sector específico de actividad profesional y debe tratarse como tal. Simultáneamente, es también un método de coadyuvar con las organizaciones y el personal de dirección en el mejoramiento de la gestión y las prácticas empresariales, así como del desempeño individual y colectivo."
Tomado del libro La consultoría de empresas. Guía para la profesión del autor Milan Kubr. Ed. Limusa (Noriega Editores - México. 2008. Pág 4.

## Orígenes y desarrollo
La consultoría se remonta a los orígenes de las relaciones humanas. Es el momento de la comprobación mediante la deliberación de cualquier asunto que requiera prudencia. Constituye la reflexión en busca de una respuesta a través de los consejos más adecuados.
Los registros antropológicos definen como rasgo común al surgimiento de las sociedades humanas el surgimiento de individuos aceptados como guías, que aconsejaron a sus comunidades en todos los temas, desde las relaciones internas a la comunidad, hasta las acciones para organizar las cacerías o la guerra, incluyendo los aspectos de la salud física y psicológica.
Según el profesor Paulo Ricardo Becker Jacinte, en la antigua Grecia, los sacerdotes del oráculo de Delfos daban sus consejos con base en sus observaciones sistemáticas e inteligentes de los fenómenos naturales, eran entendidas en aquella época como predicciones de seres elegidos por los dioses y dotados de poderes especiales.
Fue en este ambiente que surgieron los primeros filósofos y el ideal de la búsqueda del conocimiento y la comprensión racional del mundo y de la humanidad a través de la ciencia.
No fue hasta principios del siglo XX que el consultor llegó a ganar los patrones de actividad ahora bien definidos y caracterizados. Especialmente en los años 40 y 50 en los Estados Unidos y Europa Occidental hubo importantes avances en la sistematización del trabajo de consultoría con lazos muy técnicos y científicos, junto con la experiencia y con base en teorías, pero siempre con un enfoque en soluciones prácticas.
Se puede concluir que la consultoría es la transmisión de conocimiento y experiencia de una persona o equipo experto hacia otros con el objetivo de alcanzar más fácilmente una meta. Esencialmente, es la búsqueda constante de conocimiento preparado para el beneficio de otros. En las palabras de Peter Block "Consulting en su mejor momento es un acto de amor: el deseo de ser verdaderamente útil a los demás. Usar lo que se sabe, o se siente, o se sufre en el camino para disminuir la carga de los demás".

## Fases de la consultoría
Iniciación (preparación inicial):
- Primeros contactos con el cliente
- Diagnóstico preliminar
- Planear el cometido
- Propuesta de tareas
- Contrato

Diagnóstico
- Descubrir los hechos
- Análisis y síntesis
- Examen detallado del problema.

Planificación de medidas (Plan de acción)
- Elaborar soluciones
- Evaluar opciones
- Propuesta al cliente
- Planear la aplicación de medidas
- Identificar y proponer inversiones

Aplicación (implementar)
- Contribuir a la aplicación
- Propuesta de ajustes
- Capacitación

Terminación
- Evaluación
- Informe final
- Establecer Compromisos
- Planes de seguimiento
- Retirada

## Tipos de empresas consultoras
- Consultoría ambiental
- Consultoría de gestión
- Consultoría filosófica
- Consultoría tecnológica

## Modalidades de contratación
La realización de éstos servicios puede llevarse a cabo a través de:
- Compañías de servicios profesionales que mantienen una plantilla especializada.

- Subcontratación de consultores independientes y autónomos, llamado últimamente también de forma eufemística bodyshopping. Dado que las empresas clientes intentan no contratar a nuevo personal, esto cada vez es más frecuente.

- Grupos o empresas de consultores asociados. Son agrupaciones de profesionales reunidos bajo una misma empresa o marca, con dominio de disciplinas que se complementan  y que realizan una amplia oferta de servicios: formación, orientación al cambio, búsqueda de objetivos mediante TIC, personal de apoyo, estrategias, etc.